# Neoaulocystis polae
Neoaulocystis polae är en svampdjursart som först beskrevs av Isao Ijima 1927.  Neoaulocystis polae ingår i släktet Neoaulocystis och familjen Aulocystidae. Inga underarter finns listade i Catalogue of Life.